# Hexachaetoniella contigua
Hexachaetoniella contigua är en kvalsterart som beskrevs av Hunt 1996. Hexachaetoniella contigua ingår i släktet Hexachaetoniella och familjen Licnodamaeidae. Inga underarter finns listade i Catalogue of Life.